# Campionati europei di corsa campestre 2003
Il X Campionato europeo di corsa campestre si è disputato a Edimburgo, nel Regno Unito, il 14 dicembre 2003. Il titolo maschile è stato vinto da Serhiy Lebid mentre quello femminile da Paula Radcliffe.

## Risultati
I risultati del campionato sono stati:

### Individuale (uomini senior)
| Pos. | Atleta                 | Tempo (m's") |
| ---- | ---------------------- | ------------ |
|      | Serhiy Lebid           | 30'47"       |
|      | Juan Carlos de la Ossa | 31'08"       |
|      | Eduardo Henriques      | 31'15"       |
| 4.   | Tom van Hooste         | 31'18"       |
| 5.   | Yevhen Bozhko          | 31'19"       |
| 6.   | Fabián Roncero         | 31'23"       |
| 7.   | Mustapha Essaïd        | 31'26"       |
| 8.   | El Hassan Lahssini     | 31'29"       |
| 9.   | Umberto Pusterla       | 31'32"       |
| 10.  | Driss El Himer         | 31'34"       |
| 11.  | Günther Weidlinger     | 31'35"       |
| 12.  | Iván Hierro            | 31'35"       |

### Squadre (uomini senior)
| Pos. | Nazione                                                                 | Punti |
| ---- | ----------------------------------------------------------------------- | ----- |
|      | Francia Mustapha Essaïd Driss El Himer Khalid Zoubaa El Hassan Lahssini | 47    |
|      | Spagna Juan Carlos de la Ossa Fabián Roncero Iván Hierro Kamal Ziani    | 47    |
|      | Portogallo Eduardo Henriques Fernando Silva Ricardo Ribas José Ramos    | 57    |
| 4.   | Italia                                                                  | 71    |
| 5.   | Belgio                                                                  | 96    |
| 6.   | Russia                                                                  |       |
| 7.   | Gran Bretagna                                                           |       |
| 8.   | Svezia                                                                  | 132   |

### Individuale (donne senior)
| Pos. | Atleta            | Tempo (m's") |
| ---- | ----------------- | ------------ |
|      | Paula Radcliffe   | 22'04"       |
|      | Elvan Abeylegesse | 22'13"       |
|      | Anikó Kálovics    | 22'26"       |
| 4.   | Sonia O'Sullivan  | 22'36"       |
| 5.   | Hayley Yelling    | 22'44"       |
| 6.   | Olivera Jevtić    | 22'45"       |
| 7.   | Justyna Bąk       | 22'47"       |
| 8.   | Liz Yelling       | 22'49"       |
| 9.   | Patrizia Tisi     | 22'50"       |
| 10.  | Galina Bogomolova | 22'54"       |
| 11.  | Hayley Tullett    | 22'59"       |
| 12.  | Kathy Butler      | 23'00"       |

### Squadre (donne senior)
| Pos. | Nazione                                                                        | Punti |
| ---- | ------------------------------------------------------------------------------ | ----- |
|      | Gran Bretagna Paula Radcliffe Hayley Yelling Liz Yelling Hayley Tullett        | 25    |
|      | Irlanda Sonia O'Sullivan Rosemary Ryan Anne Keenan-Buckley Catherina McKiernan | 78    |
|      | Portogallo Analía Rosa Helena Sampaio Analídia Torre Inês Monteiro             | 84    |
| 4.   | Francia                                                                        | 84    |
| 5.   | Russia                                                                         | 114   |
| 6.   | Belgio                                                                         | 116   |
| 7.   | Italia                                                                         | 126   |
| 8.   | Spagna                                                                         | 130   |

### Individuale (uomini junior)
| Pos. | Atleta              | Tempo (m's") |
| ---- | ------------------- | ------------ |
|      | Yevgeniy Rybakov    | 20'52"       |
|      | Anatoliy Rybakov    | 20'52"       |
|      | Aleksey Reunkov     | 20'53"       |
| 4.   | Cosmin Suteu        | 20'58"       |
| 5.   | Marius Ionescu      | 21'04"       |
| 6.   | Mark Christie       | 21'07"       |
| 7.   | Francisco Bachiller | 21'09"       |
| 8.   | Jeremy Pierrat      | 21'12"       |

### Squadre (uomini junior)
| Pos. | Nazione                                                                    | Punti |
| ---- | -------------------------------------------------------------------------- | ----- |
|      | Russia Yevgeniy Rybakov Anatoliy Rybakov Aleksey Reunkov Sergey Ryazantsev | 20    |
|      | Romania                                                                    | 31    |
|      | Spagna                                                                     | 46    |
| 4.   | Gran Bretagna                                                              | 92    |
| 5.   | Francia                                                                    | 106   |
| 6.   | Germania                                                                   | 129   |
| 7.   | Irlanda                                                                    | 142   |
| 8.   | Polonia                                                                    | 161   |

### Individuale (donne junior)
| Pos. | Atleta              | Tempo (m's") |
| ---- | ------------------- | ------------ |
|      | Inna Poluškina      | 15'32"       |
|      | Snežana Kostić      | 15'57"       |
|      | Charlotte Dale      | 16'04"       |
| 4.   | Volha Minina        | 16'06"       |
| 5.   | Faye Fullerton      | 16'07"       |
| 6.   | Viktoriya Trushenko | 16'10"       |
| 7.   | Azra Eminović       | 16'20"       |
| 8.   | Regina Hamzina      | 16'23"       |

### Squadre (donne junior)
| Pos. | Nazione                                                                | Punti |
| ---- | ---------------------------------------------------------------------- | ----- |
|      | Gran Bretagna Charlotte Dale Faye Fullerton Danielle Barnes Aine Hoban | 32    |
|      | Russia                                                                 | 53    |
|      | Germania                                                               | 63    |
| 4.   | Romania                                                                | 112   |
| 5.   | Bielorussia                                                            | 116   |
| 6.   | Spagna                                                                 | 129   |
| 7.   | Francia                                                                | 135   |
| 8.   | Irlanda                                                                | 137   |

## Medagliere
Legenda
     Paese ospitante
| Posizione | Paese               | Oro | Argento | Bronzo | Totale |
| --------- | ------------------- | --- | ------- | ------ | ------ |
| 1         | Regno Unito         | 3   | 0       | 1      | 4      |
| 2         | Russia              | 2   | 2       | 1      | 5      |
| 3         | Francia             | 1   | 0       | 0      | 1      |
| 3         | Lettonia            | 1   | 0       | 0      | 1      |
| 3         | Ucraina             | 1   | 0       | 0      | 1      |
| 6         | Spagna              | 0   | 2       | 1      | 3      |
| 7         | Irlanda             | 0   | 1       | 0      | 1      |
| 7         | Romania             | 0   | 1       | 0      | 1      |
| 7         | Serbia e Montenegro | 0   | 1       | 0      | 1      |
| 7         | Turchia             | 0   | 1       | 0      | 1      |
| 11        | Portogallo          | 0   | 0       | 3      | 3      |
| 12        | Germania            | 0   | 0       | 1      | 1      |
| 12        | Ungheria            | 0   | 0       | 1      | 1      |
| Totale    | Totale              | 8   | 8       | 8      | 24     |